# Vacovy
Vacovy jsou malá vesnice, část města Janovice nad Úhlavou v okrese Klatovy v Plzeňském kraji. Nachází se asi tři kilometry severovýchodně od Janovic nad Úhlavou. Vacovy jsou také název katastrálního území o rozloze 1,64 km².

## Název
Nově vzniklá obec nesla jméno Waczow patrně po prvním vlastníkovi jménem Václav (zkráceně Váca, Wacza) a označuje „Václavův dvůr“. Jméno vesnice se v průběhu času postupně měnilo: Waczow, Watzow, Watzau, Vacov, Vacovy.

## Historie

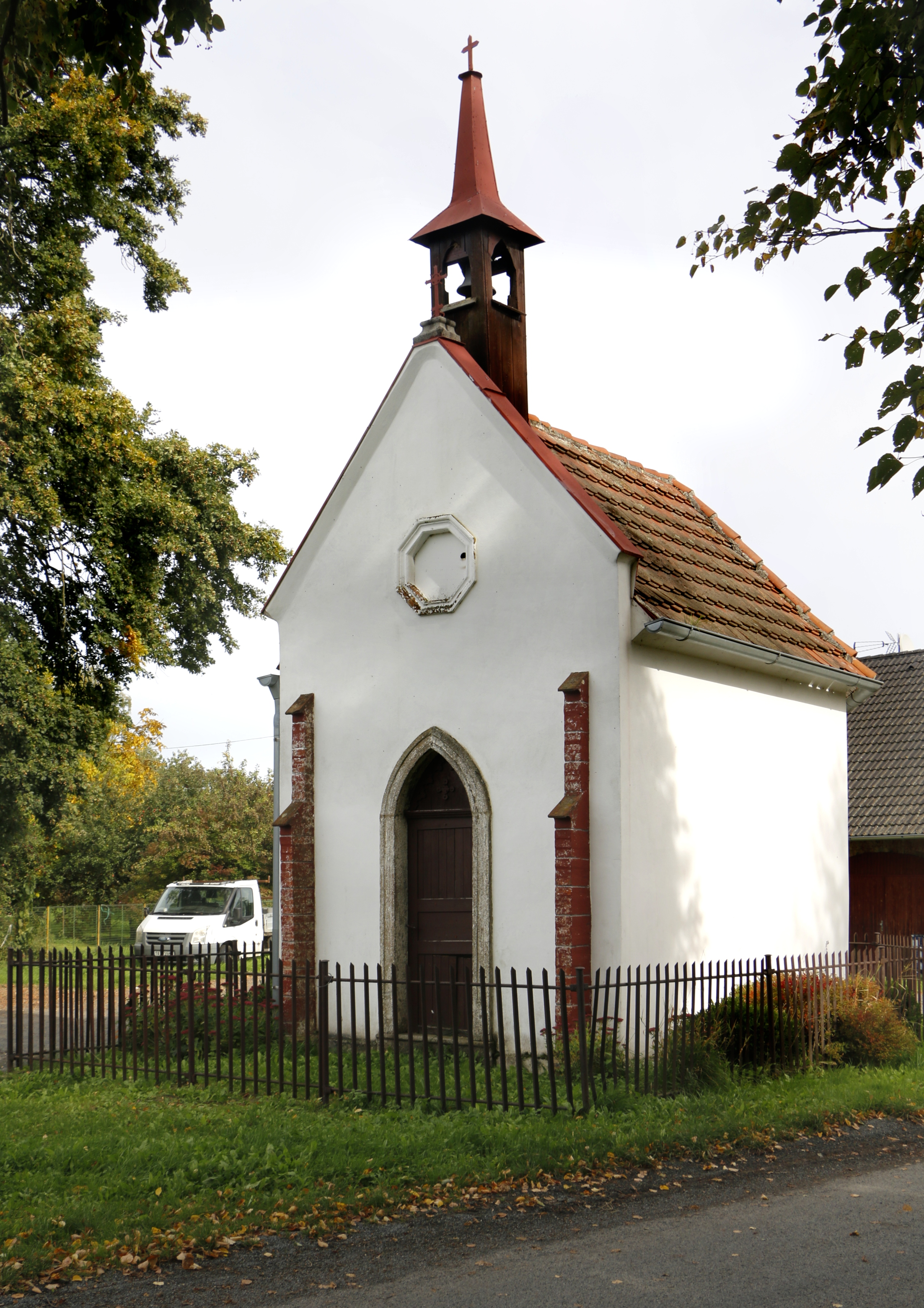
Kaple na konci návsi

Vacovy vznikly patrně na přelomu 14. a 15. století. V berním rejstříku Plzeňského kraje z roku 1379 nejsou uváděny. První písemná zmínka o vesnici pochází z roku 1421. Potomci prvního vlastníka usedlosti po dobu, kdy na Vacovské usedlosti sídlili, užívali přídomek „z Waczow“ značící příslušnost k nižší šlechtě. Roku 1421 je zmiňován urozený pán Něpr z Waczow. Zemanský rod z Waczow majetek ve Vacovech na přelomu 15. a 16. století v souvislosti s hospodářským úpadkem nižší šlechty ztratil. Posledním příslušníkem rodu Vacovských, který si jako osoba panského stavu zachoval přídomek „z Vacova“ byl patrně Kobík zmiňovaný roku 1510 coby jeden z hejtmanů (velitel vojenské posádky) na hlubockém panství, v té době vlastněném Vojtěchem z Pernštejna. V osmdesátých letech 15. století držel polovinu Vacova loupeživý rytíř Biely Jan z Oulohu. Po jeho smrti roku 1491 byla na jeho majetek včetně poloviny Vacova provolána odúmrť a majetek tento daroval král Vladislav Mikuláši Hercogovi z Vostrého. Roku 1492 byla odúmrť odvolána a majetek přešel na Janova bratra Svatoslava z Oulohu. Na počátku 16. století přešly Vacovy do vlastnictví města Klatov.
Roku 1547 byly Vacovy spolu s dalším klatovským majetkem konfiskovány, v rámci kompenzací po neúspěšném povstáním českých stavů proti králi Ferdinandu I. a následně dne 10. listopadu 1553 byly Vacovy připojeny k panství klenovskému a týneckému v majetku Jiříka Haranta z Polžic a Bezdružic. Další písemná zmínka o Vacovech je z roku 1555 ve smlouvě o prodeji pusté tvrze Tejnec s poplužním dvorem a vesnicemi Tejnec a Vacovy mezi Jiříkem Harantem z Polžic a Bezdružic a Bořivojem Rochem z Otova (Útova). Ten dal roku 1575 postavit před Týncem a u Rozpáralky boží muka na paměť dávného vítězství křesťanů nad pohany. Ve Vacovech se v té době nacházelo devět kmecích (poddanských) dvorů. V roce 1584 dědičky po zemřelém rytíři Bořivoji Rochovi Fronika Dorota, Anna Bechyňova, Benigna a Regina uznaly jeho dluh Janu Vidršpergárovi z Vidršperka na Lomci ve výši 1050 kop grošů míšenských a postoupili jemu a jeho nedospělým bratrům majetek zahrnující Vacovy (Vacovec), tvrz a ves Tejnec a další majetek. Jeho dcera Anna Eva pak roku 1624 majetek tento zapsala manželovi Vilému Albrechtovi Krakovskému z Kolovrat. Rodem Krakovských z Kolovrat byl majetek vlastněn po osm generací.
Na přelomu 17. a 18. století byla v obci postavena cihelna, která byla v provozu až do roku 1932 (zbourána 1959). V roce 1750 bylo ve vsi 10 hospodářských usedlostí. Roku 1869 měla obec 17 domů se 113 obyvateli.

## Obyvatelstvo
| Rok            | 1869 | 1880 | 1890 | 1900 | 1910 | 1921 | 1930 | 1950 | 1961 | 1970 | 1980 | 1991 | 2001 | 2011 | 2021 |
| -------------- | ---- | ---- | ---- | ---- | ---- | ---- | ---- | ---- | ---- | ---- | ---- | ---- | ---- | ---- | ---- |
| Počet obyvatel | 113  | 116  | 117  | 141  | 129  | 124  | 124  | 85   | 79   | 79   | 70   | 41   | 41   | 46   | 59   |
| Počet domů     | 17   | 18   | 19   | 19   | 21   | 19   | 21   | 21   | 20   | 20   | 18   | 18   | 18   | 20   | 22   |

## Obecní správa
Při sčítání lidu v letech 1850–1920 Vacovy byly osadou obce Dolní Lhota v okrese Klatovy. V letech 1921–1975 byly samostatnou obcí v okrese Klatovy. Od 1. července 1975 do 31. prosince 1975 byly znovu částí obce Dolní Lhota v okrese Klatovy. Od 1. ledna 1976 do 31. prosince 1979 byly částí obce Týnec v okrese Klatovy. Od 1. ledna 1980 jsou částí města Janovice nad Úhlavou v okrese Klatovy. Poté se Týnec opět osamostatnil, ale Vacovy již zůstaly součástí Janovic nad Úhlavou.

## Další fotografie

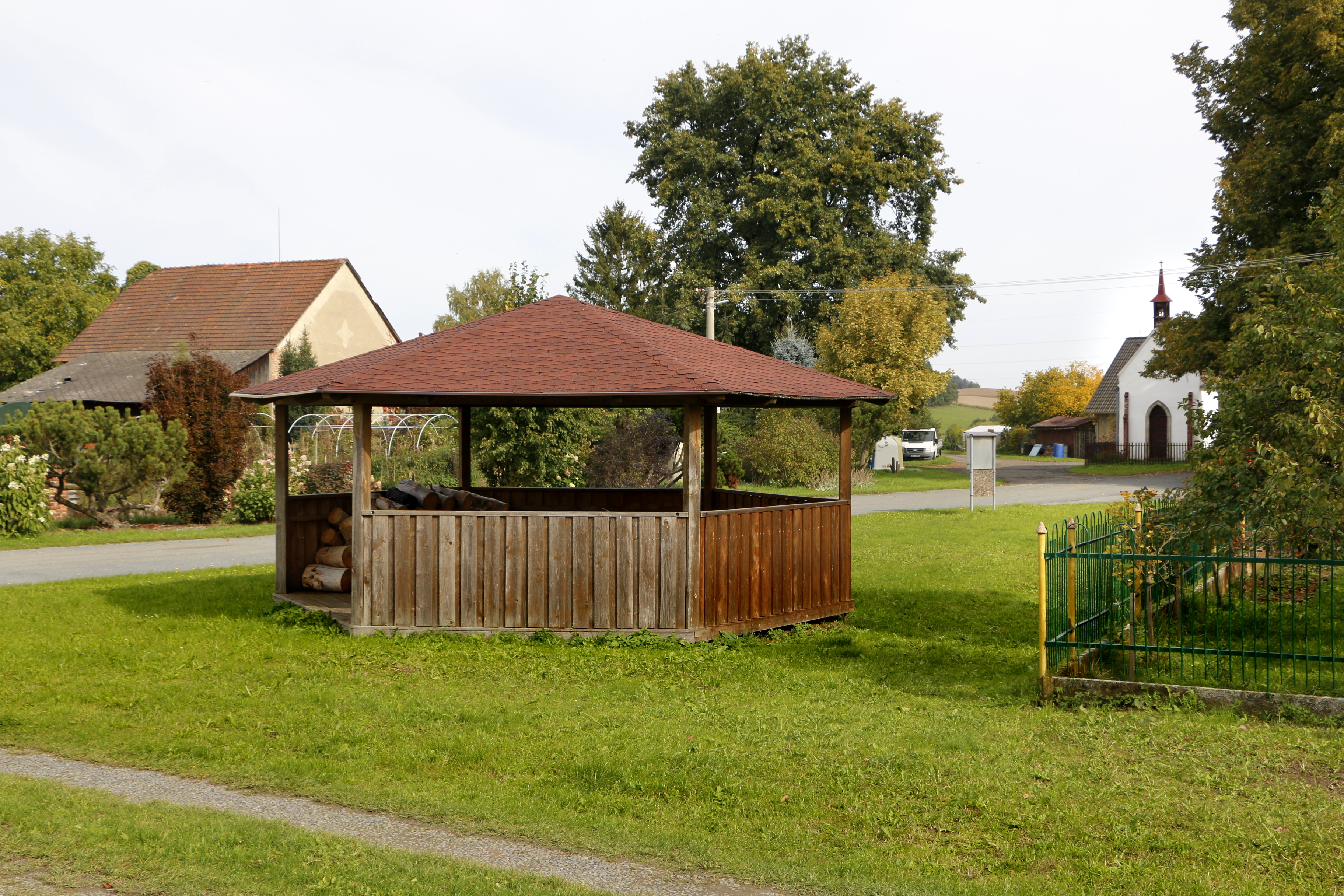
Altánek na návsi
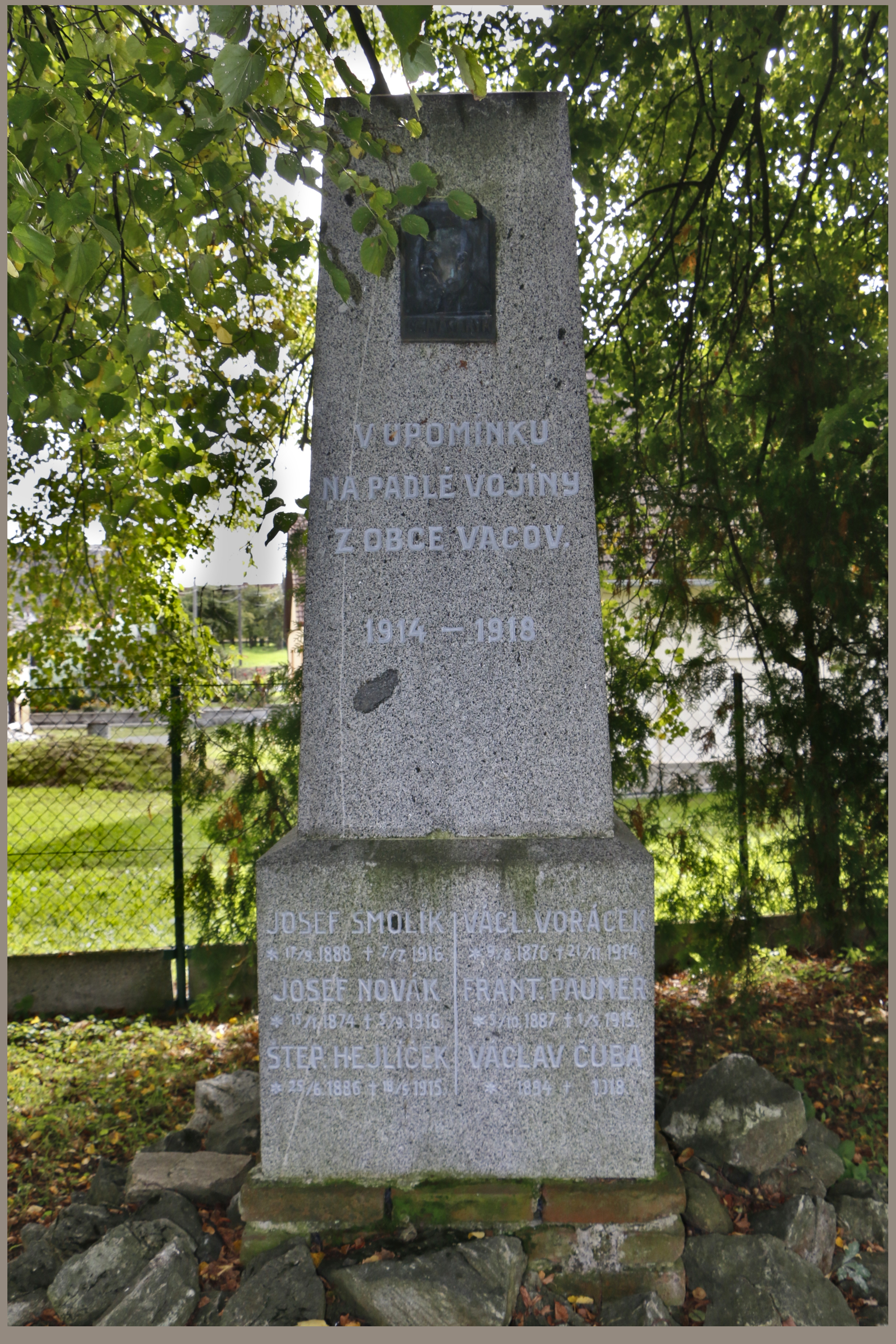
Pomník obětem první světové války
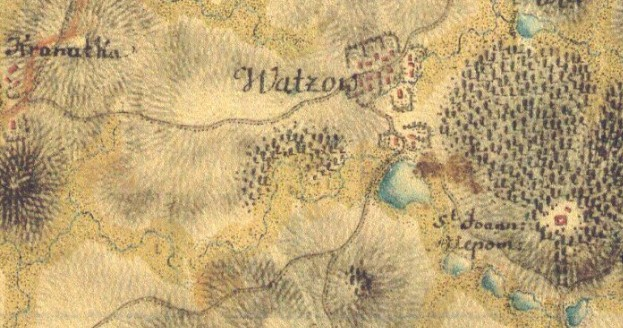
Vacovy na mapě prvního vojenského mapování z roku 1768
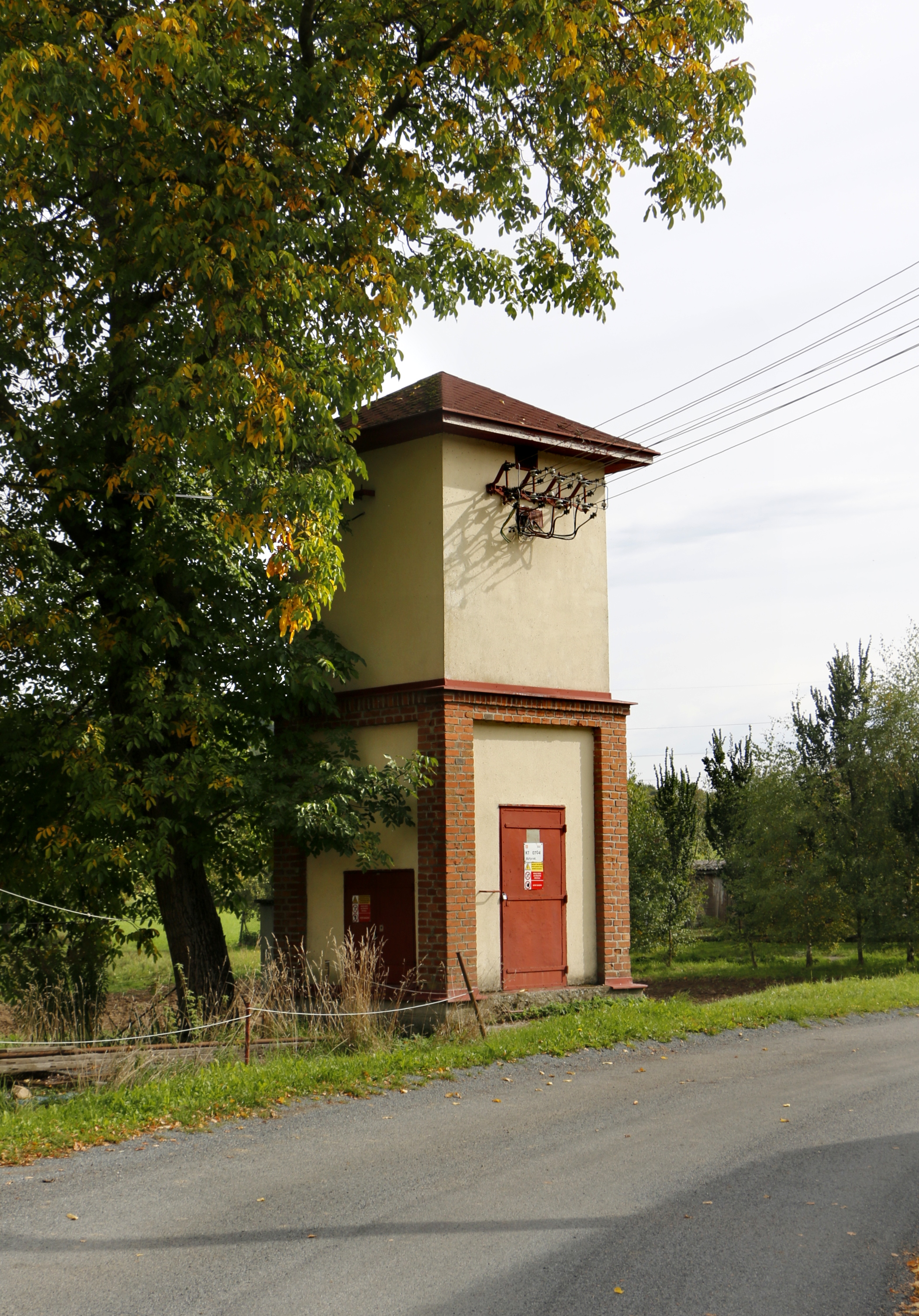
Transformátor na východě vsi